# 서남지구전투사령부
서남지구전투사령부는 6.25 전쟁 중에 한반도 남부의 서남지구, 이후 남부지구에서 조선인민유격대를 토벌하기 위해 운용되었던 대한민국 육군과 내무부 치안본부의 합동사령부였다. 위장번호는 "205부대".

## 역사
사령부는 빨치산로도 잘 알려진 조선인민유격대 호남지구대에 대한 토벌작전이 끝난 뒤, 잔당 소탕과 확보된 아군의 보급로에 대한 경비 및 주변 지역의 치안을 위해 1951년 9월 16일에 경상북도 경주에서 창설되었다.
1951년 11월에 창설된 백야전사령부로 전속되었다.
1952년 3월 14일, 수도사단이 빨치산 소탕작전 권한을 넘기고 전선으로 옮겨 가므로서, 백야전전투사령부의 역할은 마무리되었다.
1952년 11월 1일, 치안국 전방사령부 밑에 각각 3개 경찰대대로 편성된 전북, 전남, 경남, 함양 전방지휘소가 창설되었다.
지리산, 백마산, 덕유산에서의 작전을 위해 1953년 12월 1일, 남원에 사령부가 설치되었다.
1955년 6월 1일 모든 빨치산 토벌 작전을 마친 뒤, 사령부는 7월 1일에 해체되었다. 사후대책으로 경찰기동대를 창설하였다.
치안국 비상경비총사령부 산하 전투경찰사령부 중심의 유격대 토벌작전은 1953년 1월 시작되어 한국전쟁 1953년 12월에 종료되었다.

## 부대

### 1953년 12월 1일
- 국군
  - 북부지구전투사령부
  - 중부지구전투사령부
  - 남부지구전투사령부
- 치안국
  - 지리산지구 전투경찰사령부; 1952년 9월, 해체
  - 제203경찰연대
  - 제205경찰연대

### 쥐잡이 작전
사령관: 경무관 신상묵
- 제203경찰연대: 총경 조석원
- 제205경찰연대: 총경 김원용
- 제18경찰연대대: 경감 차일혁, 이병선
- 제36경찰연대대: 경감 김석완
- 칠보경찰대대: 경감 이학희, 최송기
- 치안국 전방사령부 - 남원
  - 전북 전방지휘소
  - 전남 전방지휘소
  - 경남 전방지휘소
  - 함양 전방지휘소
- 제56경찰연대 - 함양
  - 지휘소 - 장수리
- 제103경찰연대; 1952년 11월 2일, 해체
- 제107경찰연대
- 제110경찰연대
- 제117예비연대
- 제1경비대대
- 제2경비대대
- 제9경비대대

## 기록

### 계보
- 1951년 9월 16일, 서남지구전투사령부
- 1952년 8월 14일, 남부지구경비사령부
- 1953년 5월 1일, 서남지구전투경찰대[4]

### 참전
- 노장대 전투, 1951년[5]
- 지리산-덕유산 공비토벌, 1951년 11월 25일 ~ 1952년 3월 15일
- 9·2대공세 작전

## 사령관
| #    | 계급      | 성명           | 취임일          | 이임일          | 비고                                    |
| ---- | --------- | -------------- | --------------- | --------------- | --------------------------------------- |
| 초대 | 육군 준장 | 김용배(金容培) | 1951년 9월 16일 | 년 월 일        |                                         |
| 2대  | 육군 대령 | 윤춘근(尹春根) | 년 월 일        | 년 월 일        |                                         |
| 3대  | 육군 소장 | 송요찬(宋堯讚) | 년 월 일        | 1952년 8월 14일 | 남부지구 경비사령부로 재편성됨. 유임됨. |

| #    | 계급      | 성명             | 취임일           | 이임일           | 비고                                             |
| ---- | --------- | ---------------- | ---------------- | ---------------- | ------------------------------------------------ |
| 초대 | 육군 소장 | 송요찬(宋堯讚)   | 1952년 8월 15일  | 1952년 10월 10일 | 서남지구 전투사령부, 사령관에서 유임됨.          |
| 2대  | 육군 소장 | 이용문(李龍文) † | 1952년 10월 20일 | 1953년 5월 24일  | 운봉고개 근처 북방 3km 지점에서 항공사고로 순직. |
| 3대  | 육군 준장 | 이정석(李貞錫)   | 년 월 일         | 년 월 일         |                                                  |
| 4대  | 육군 준장 | 유해준(兪海濬)   | 년 월 일         | 년 월 일         | 부대 폐지                                        |

## 참고

### 인용
1. ↑  백선엽; 유광종 (2020년 9월 30일). “[6·25 전쟁 60년] 지리산의 숨은 적들 (182) 이현상의 죽음”. 중앙일보. 2020년 10월 19일에 확인함.
2. ↑  “청사연혁”. 곡성경찰서. 2020년 10월 19일에 확인함.
3. ↑  “서남지구전투경찰대설치법”. 국가법령정보센터. 2020년 10월 19일에 확인함.
4. ↑  김상균 2011, 268쪽
5. ↑  고지수. “노장대 전투”. 한국학중앙연구원. 2020년 10월 19일에 확인함.

### 자료
- “서남지구 전투사령부 작전명령 제20호-제28호(1952.2.2~1952.6.7)”. 육군본부. 1952.
- “국군전투참가부대목록표”. 1965년 4월 27일. 2020년 10월 19일에 확인함.
- 고지수. “사찰 방화사건”. 한국학중앙연구원. 2020년 10월 19일에 확인함.
- 고지수. “지리산·덕유산 공비토벌”. 한국학중앙연구원. 2020년 10월 19일에 확인함.
- 김상균 (2011). “전의경제도의 문제점과 개선방안에 관한 연구”. 경찰학논총 6 (1). 원광대학교 경찰학연구소: 265-283. doi:10.16961/polips.2011.6.1.265.
- 강혜경 (2012년 1월 10일). “한국전쟁기 후방 치안유지와 경찰”. 人文科學硏究 (30). 성신여자대학교 인문과학연구소: 263-294. 2020년 10월 19일에 확인함.